# Recta

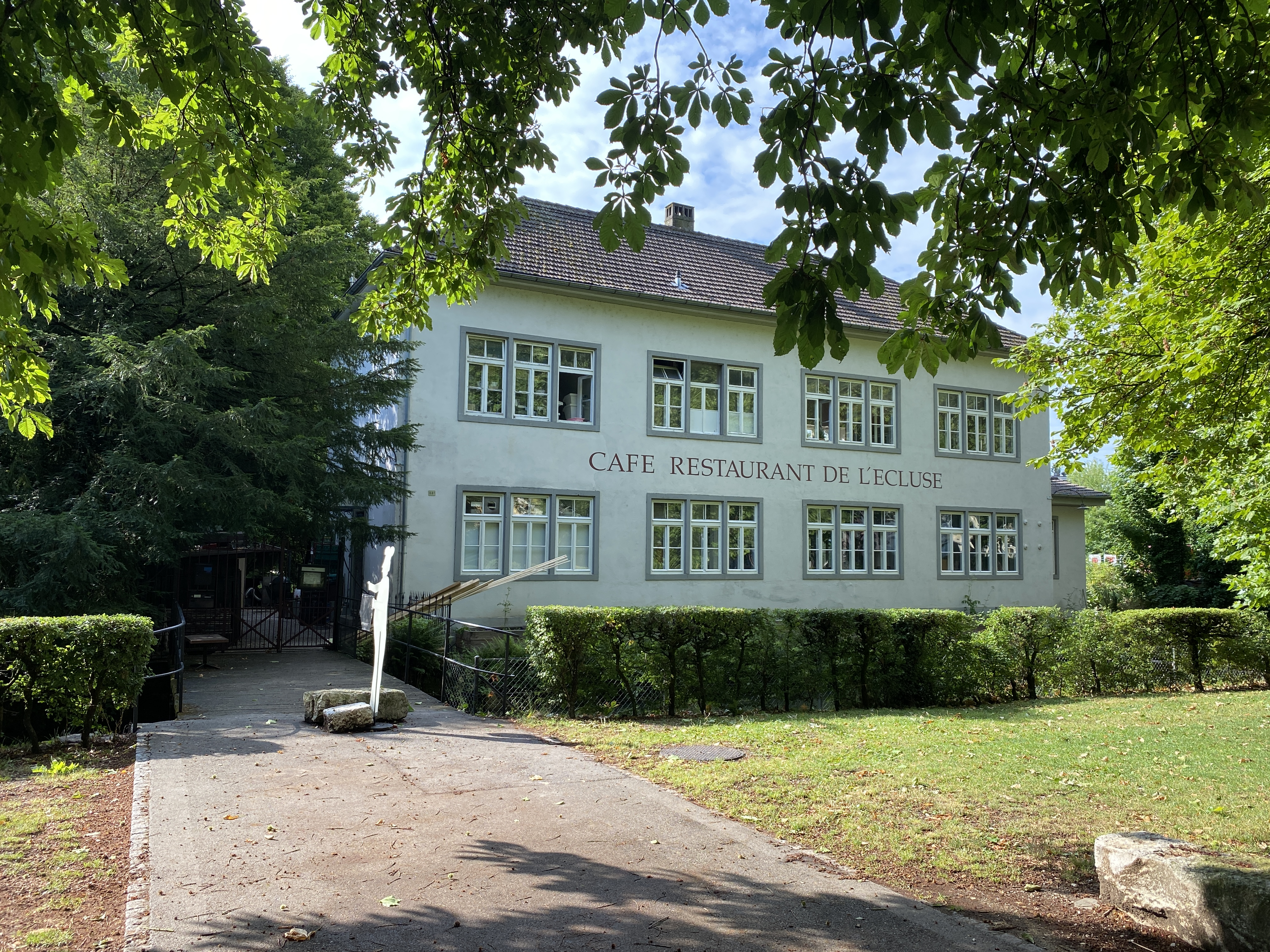
Ehemaliges Gebäude der Uhrenfabrik Recta in Biel

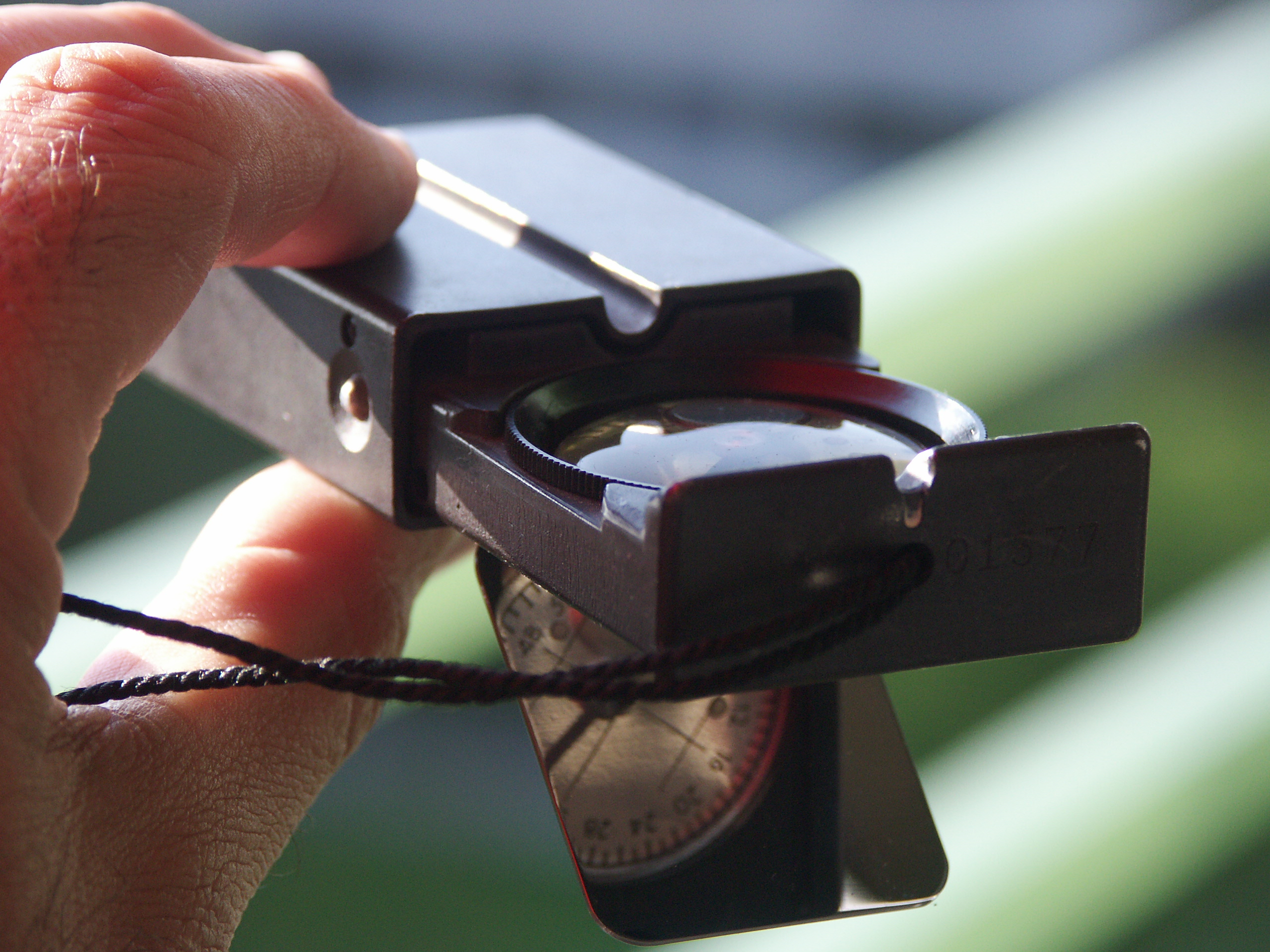
Recta-Kompass

Die Recta AG war ein Schweizer Hersteller von Uhren und Kompassen in Biel.

## Geschichte und Produkte
Das Unternehmen wurde 1897 von Antoine Muller und Alcide Vaucher als Uhrenfabrik gegründet. Die Ganggenauigkeit ihrer Uhren wurde mehrfach anerkannt und zertifiziert, unter anderem mit dem Genfer Siegel (Poinçon de Genève). Die Fabrik beteiligte sich auch an Chronometerwettbewerben des Observatoriums Neuenburg. An der Uhrenmesse von Barcelona wurde sie 1929 mit dem Grand Prix ausgezeichnet.
Seit 1915 stellte Recta auch Kompasse her, zunächst noch in einem Gehäuse für Taschenuhren. 1942 wurde das Schweizer Patent 220782 für den Taschenkompass mit Spiegel erteilt, der unter anderem auch von der Schweizer Armee, dem österreichischen Bundesheer und den Streitkräften Kanadas verwendet wird.
Recta stellte auch andere feinmechanische Spezialitäten her wie zum Beispiel  Einsatzhemmungen, Belichtungsmesser und Selbstauslöser.
Recta wurde 1996 von Suunto übernommen, und per Ende 2008 wurde die Produktion nach Vantaa in Finnland verlagert. Die Marke «Recta» wurde später eingestellt, die Kompasse werden von Suunto jedoch weiterhin produziert.

## Fabrikgebäude in Biel
Das Gebäude der ehemaligen Fabrik Muller & Vaucher respektive Recta befindet sich im Elfenaupark im Westen der Stadt Biel direkt an der Schüss. Das ehemalige Fabrikgebäude steht unter Denkmalschutz und wird von einem Restaurant genutzt. Die Fabrik diente ursprünglich der Produktion von Elektrizität und wurde Ende des 19. Jahrhunderts zur Uhrenfabrik umgebaut. Später diente es als Stahlspänefabrik, als Lagerhalle und als Baustätte für die Kulissen des Stadttheaters.

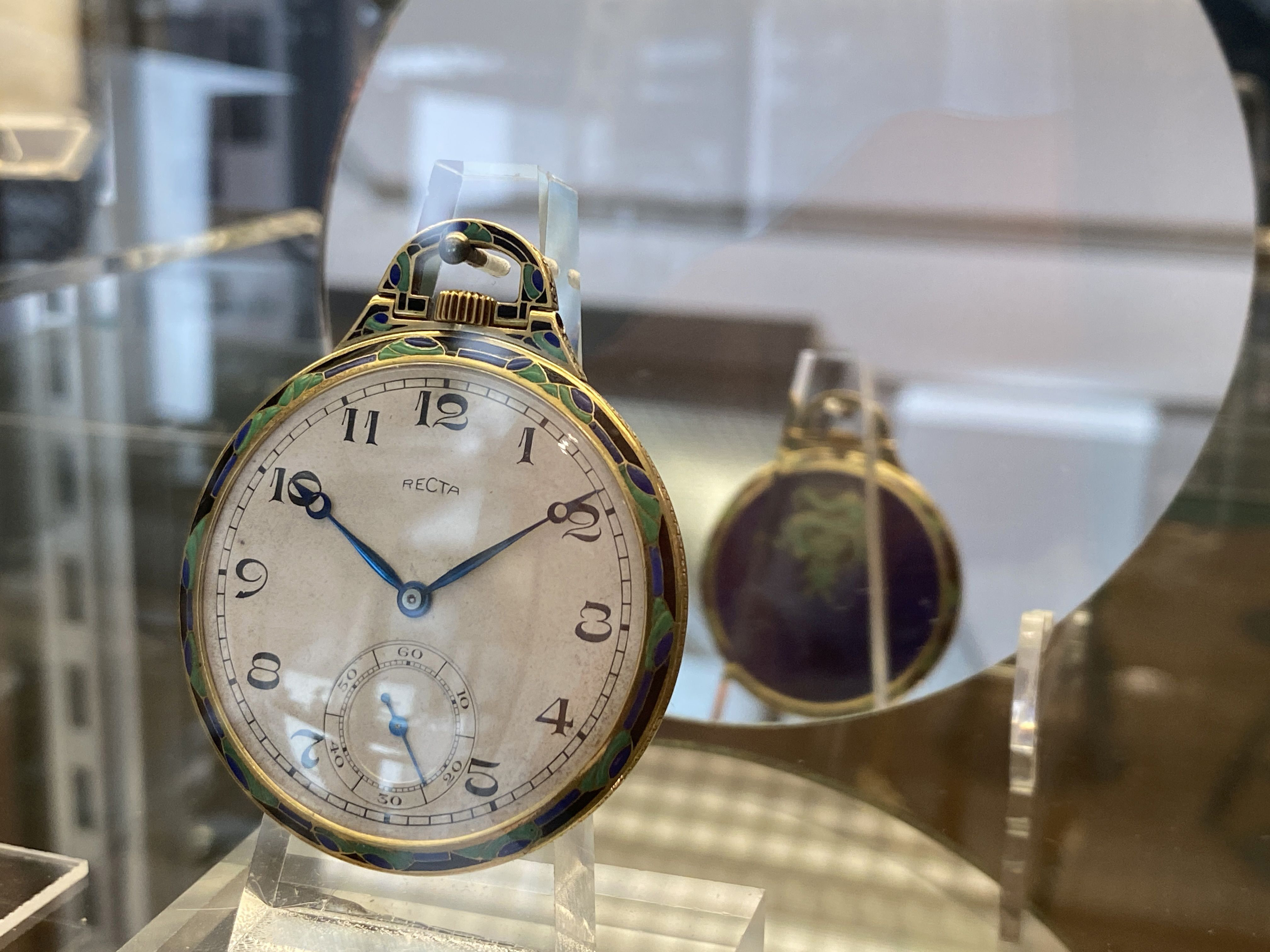
Taschenuhren waren das wichtigste Produkt von Recta in den Anfangsjahren.

## Fussnoten
1. ↑  Biel/Bienne: Wirtschaftsgeschichte von Biel. Histoire Économique de Bienne. Diriwächter, Zürich 1948, S. 147–149.
2. ↑  Watch-Wiki: Artikel Recta